# 情報整理バラエティ ウソバスター
『情報整理バラエティー ウソバスター』（じょうほうせいりバラエティー ウソバスター）とはテレビ朝日系にて放送されていた特別番組である。ハイビジョン制作。番組制作はノンプロダクションが担当している。

## 放送日
- 第1回 - 2008年5月25日 14:00 - 15:55
- 第2回 - 2008年6月15日 15:30 - 17:25
- 第3回 - 2008年9月12日 23:15 - 翌0:10
- 第4回 - 2008年9月16日 19:00 - 20:54
- 第5回 - 2009年1月10日 19:00 - 20:54

※第5回の放送の数時間前には特別編を放送。内容は第4回の再放送。

## コーナーと概要
テーマ別に4つのネタが提示される。この内3つがウソの情報、残りの1つだけがホントの情報であり、それを当てる。また、ウソの情報は検証によって何故そんな俗説が広まったかを説明する。

### 今まで放送されたウソ
- 脂肪は運動してから20分経たないと燃焼しない。
- ピラニアは人を襲う。
- 鳥取砂丘は日本一広い砂丘である。
- 蛾は光のある所に集まる。
- 年をとると筋肉痛が遅れる。
- ネズミはチーズが大好き。
- 低血圧の人は、寝起きが悪い。
- 酒を飲むとよく眠れる。
- NEWSの語源は、方角（North、East、West、South）の頭文字から取られた。
- 富士の樹海では、方位磁石が壊れる。
- 暗い所で本を読むと視力が落ちる。（「明るい所で離れて見るようにしましょう」と正解VTRの最後の部分で注意を促した）
- 冷え性対策として靴下を履いて寝る。
- インフルエンザ予防注射をした日は風呂に入ってはいけない。

解明されたウソはCG処理により爆発で消される。

### バスター3
街角アンケートでホントと信じられていて信用度の高かったものベスト3を紹介する。また、バスター5もある。

### ネットバスター
インターネットでよく広まっているウソをクイズ形式で答える。最も成績が悪かったものには、罰として電気ショックを与える。

## MC
- 沢村一樹（第3回から）
- 第1回、第2回は司会者を置かず、解答者の1人である河本準一が進行を兼ねた。

## ナレーター
- 平野義和
- 平野文
- 肝付兼太（ネットバスター担当）

## ブログ自作問題
第5回（2009年1月10日放送）において、“ネットの情報、ウソ・ホント?”と実際のブログの情報の真偽を確かめるというコーナーにてブログの仕込みが行われていたことが発覚した。このとき紹介されたブログの記事の書き込まれた日時は
- 2008-12-10 00:42:09 地下鉄のカーブ
- 2008-12-10 01:47:03 サケとシャケの違い
- 2008-12-10 01:49:51 つまようじのギザギザ
- 2008-12-10 03:00:54 セメダインの意味
- 2008-12-10 03:37:38 NEWSの意味は?
- 2008-12-10 15:40:53 干支のイノシシ

といずれもまったく同じ日付であり、かつそれらブログは放送された時のエントリー1件しか書き込まれておらず一切更新された様子はなかった（ただし、一ブログを除く）。後に番組スタッフ側が撮影用としてブログを作成したことを認めている。
2009年1月13日、番組サイトから「番組からのお詫び」に切り替え、掲載および謝罪を行い、1月17日の「オーラの泉」終了、後番組の「土曜ワイド劇場」のジャンクション後に15秒間おわびと謝罪を放送した（ナレーターは中山貴雄アナウンサー）。
2009年3月31日、総務省はこの問題で、過剰な演出で日本民間放送連盟の放送基準に反しており、放送法第3条の3第1項に抵触すると認定し、テレビ朝日に厳重注意の行政指導を下した。
青森朝日放送では、この日八戸中継局が長時間の放送中断の影響で、この回の当番組が放送できなかった。

## 参考
「価格.com：テレビ紹介情報」による、過去の番組内容（番組情報提供：TVais）。
- 2008年9月12日（金） 放送分
- 2008年9月16日（火） 放送分
- 2009年1月10日（土） 13:59 - 15:55放送分
- 2009年1月10日（土） 19:00 - 20:54放送分